# MZ Baghira
Die MZ Baghira und MZ Mastiff sind Motorräder mit Einzylindermotor, die von 1997 bis 2004 von der Motorrad- und Zweiradwerk GmbH in Zschopau hergestellt wurden. Neben KTM war MuZ Ender 1990er-Jahre der einzige Hersteller, der eine Supermoto-Variante ab Werk anbot.

## Modellgeschichte
Mit der Übernahme von MuZ durch die Hong Leong Industries aus Malaysia wurde Kapital für die Entwicklung eines neuen Motorrads zur Verfügung gestellt. Aufbauend auf den Erfahrungen mit der MZ-Skorpion-Modellen sollte eine Enduro mit guter Geländetauglichkeit und herausstechender Optik entwickelt werden. Das Design stammt von Masanori Hiraide, einem ehemaligen Yamaha-Mitarbeiter, und Oliver Neuland. Im Frühjahr 1997 wurden Baghira und Mastiff der Presse vorgestellt.
Die Motorräder wurden in Kit-Bauweise gebaut. Der Viertaktmotor stammt von der Yamaha XTZ 660 Ténéré. Der kunststoffbeschichtete Rahmen ist eine Eigenentwicklung, viele andere Teile stammen aus den Baukästen der Zulieferindustrie. Die Verkleidungsteile wurden bei Acerbis gefertigt, das Zentralfederbein stammt von WP Suspension, die ⌀ 45 mm Gabel von Marzocchi, die Bremsanlage von Grimeca.
Die Modellpalette der Baghira umfasste Enduro-Versionen sowie verschiedene Supermoto-Varianten (genannt Baghira Streetmoto). Zusätzlich wurden die Baghira Enduro und die Baghira Streetmoto auch als höhenreduzierte HR Variante angeboten. Als Sondermodelle gab es z. B. die komplett in Schwarz lackierte Supermoto „Baghira Black Panther“ und die in mattgrün und schwarz gehaltene Enduro Baghira Forest, die einer Bewerbung von MZ als Streitkräftelieferant entsprang. Der Name „Baghira“ verweist auf die deutsche Übersetzung des Panthers Bagheera aus Rudyard Kiplings Dschungelbuch.
Die Mastiff, die gleichzeitig mit der Baghira als Funbike auf den Markt kam, ist weitgehend baugleich. Unterschiede sind die vorderen Kotflügel (Mastiff: kurz, direkt auf dem Rad, Gabelstabilisator) sowie Cockpit und Scheinwerfer. Außerdem besitzt die Mastiff eine kürzere Hinterradschwinge, eine nicht voll verstellbare, kürzere Gabel und eine niedrigere Sitzhöhe. Sie entspricht somit genau dem Fahrwerk der Baghira HR SM, also der höhenreduzierten Baghira Streetmoto.

## Technische Daten
|                                   | Baghira | Baghira StreetMoto | Mastiff |                        |
| --------------------------------- | --- | --- | --- | ---------------------- |
| Bild                              | | | |                        |
| Baujahre                          | 1997–2006 | 2001–2008 | 1997–2004 |                        |
| Ausstattungsmerkmale/ Bemerkungen | auch als Variante Baghira HR mit reduzierter Sitzhöhe durch Ausführung mit Teleskopgabel und Federbein der Mastiff            | mit Rädern und Bremsanlage der Mastiff; auch als Baghira SM HR mit reduzierter Sitzhöhe durch Ausführung mit Teleskopgabel und Federbein der Mastiff | Doppelscheinwerfer ohne Lampen- und Instrumentenverkleidung, gegenüber der Baghira mit Drehzahlmesser; Variante Mastiff Warrior mit größeren H4-Scheinwerfern |                        |
| Motor                             | flüssigkeitsgekühlter, Einzylinder-Viertaktmotor - 16° nach vorn geneigt, 1 Ausgleichswelle                                   | flüssigkeitsgekühlter, Einzylinder-Viertaktmotor - 16° nach vorn geneigt, 1 Ausgleichswelle                                                          | flüssigkeitsgekühlter, Einzylinder-Viertaktmotor - 16° nach vorn geneigt, 1 Ausgleichswelle                                                                   |                        |
| Ventilsteuerung                   | kettengetriebene obenliegende Nockenwelle, drei Einlass- und zwei Auslassventile über Kipphebel mit Einstellschraube betätigt | kettengetriebene obenliegende Nockenwelle, drei Einlass- und zwei Auslassventile über Kipphebel mit Einstellschraube betätigt                        | kettengetriebene obenliegende Nockenwelle, drei Einlass- und zwei Auslassventile über Kipphebel mit Einstellschraube betätigt                                 |                        |
| Bohrung × Hub                     | 100 × 84 mm | 100 × 84 mm | 100 × 84 mm |                        |
| Hubraum                           | 660 cm³ | 660 cm³ | 660 cm³ |                        |
| Verdichtung                       | 9,2 : 1 | 9,2 : 1 | 9,2 : 1 |                        |
| Nennleistung                      | 37 kW (50,3 PS) bei 6500/min; Drosselung: 25 kW (34 PS) bei 5750/min                                                          | 37 kW (50,3 PS) bei 6500/min; Drosselung: 25 kW (34 PS) bei 5750/min                                                                                 | 37 kW (50,3 PS) bei 6500/min; Drosselung: 25 kW (34 PS) bei 5750/min                                                                                          |                        |
| max. Drehmoment                   | 57 Nm bei 5250/min bzw. 47 Nm bei 4700/min                                                                                    | 57 Nm bei 5250/min bzw. 47 Nm bei 4700/min | 57 Nm bei 5250/min bzw. 47 Nm bei 4700/min |                        |
| Gemischaufbereitung               | Doppel-2-Stufen-Vergaser TEIKEI 4NN00, Durchmesser 26/35 mm                                                                   | Doppel-2-Stufen-Vergaser TEIKEI 4NN00, Durchmesser 26/35 mm                                                                                          | Doppel-2-Stufen-Vergaser TEIKEI 4NN00, Durchmesser 26/35 mm                                                                                                   |                        |
| Zündung                           | kontaktlose Kondensatorzündung, elektronisch, mit Zündverstellung                                                             | kontaktlose Kondensatorzündung, elektronisch, mit Zündverstellung                                                                                    | kontaktlose Kondensatorzündung, elektronisch, mit Zündverstellung                                                                                             |                        |
| Abgasreinigung                    | U-Kat (ab Bj. 2006) | U-Kat (ab Bj. 2006) | U-Kat (ab Bj. 2006) |                        |
| Lichtmaschine                     | NIPPON DENSO TLMZ55 Wechselstrom-Schwungmagnetzünder 14 V 24,5 A bei 5.000/min. - 340 W                                       | NIPPON DENSO TLMZ55 Wechselstrom-Schwungmagnetzünder 14 V 24,5 A bei 5.000/min. - 340 W                                                              | NIPPON DENSO TLMZ55 Wechselstrom-Schwungmagnetzünder 14 V 24,5 A bei 5.000/min. - 340 W                                                                       |                        |
| Batterie                          | 12 V, 9 Ah oder wahlweise 12 V, 8 Ah Trockenbatterie                                                                          | 12 V, 9 Ah oder wahlweise 12 V, 8 Ah Trockenbatterie                                                                                                 | 12 V, 9 Ah oder wahlweise 12 V, 8 Ah Trockenbatterie |                        |
| Kupplung                          | Mehrscheibenkupplung im Ölbad, mechanisch betätigt                                                                            | Mehrscheibenkupplung im Ölbad, mechanisch betätigt                                                                                                   | Mehrscheibenkupplung im Ölbad, mechanisch betätigt |                        |
| Getriebe                          | 5-Gang-Stirnrad-Wechselgetriebe, klauengeschaltet                                                                             | 5-Gang-Stirnrad-Wechselgetriebe, klauengeschaltet | 5-Gang-Stirnrad-Wechselgetriebe, klauengeschaltet |                        |
| Sekundärübersetzung               | 15/45 | 15/43 | 15/43 |                        |
| Endantrieb                        | O-Ring-Kette | O-Ring-Kette | O-Ring-Kette |                        |
| Rahmen                            | Stahl-Rohrrahmen mit doppeltem Unterzug, geschraubten Motorträgern und geschraubtem Stahlrohr-Heckrahmen                      | Stahl-Rohrrahmen mit doppeltem Unterzug, geschraubten Motorträgern und geschraubtem Stahlrohr-Heckrahmen                                             | Stahl-Rohrrahmen mit doppeltem Unterzug, geschraubten Motorträgern und geschraubtem Stahlrohr-Heckrahmen                                                      |                        |
| Maße (L × B × H)                  | 2380 × 1040 × 1400 mm (HR: 2380 × 1040 × 1230 mm)                                                                             | 2350 × 1040 × 1220 mm (HR: 2380 × 1040 × 1230 mm) | 2290 × 985 × 1350 mm |                        |
| Radstand                          | 1530 mm (HR: 1500 mm) | 1530 mm (HR: 1465 mm) | 1465 mm |                        |
| Sitzhöhe                          | 930 mm (HR: 890 mm) | 900 mm (HR: 860 mm) | 830 mm |                        |
| Radaufhängung vorn                | 45-mm-Teleskopgabel, Federweg 280 mm (Federweg bei HR-Varianten 190 mm und Federbasis nicht verstellbar)                      | 45-mm-Teleskopgabel, Federweg 280 mm (Federweg bei HR-Varianten 190 mm und Federbasis nicht verstellbar)                                             | 45-mm-Teleskopgabel, Federweg 190 mm (Federbasis nicht verstellbar)                                                                                           |                        |
| Radaufhängung hinten              | Langschwinge mit Zentralfederbein, Federweg 280 mm (HR bzw. SM HR: 190 mm), Federbasis verstellbar                            | Langschwinge mit Zentralfederbein, Federweg 280 mm (HR bzw. SM HR: 190 mm), Federbasis verstellbar                                                   | Langschwinge mit Zentralfederbein, Federweg 190 mm, Federbasis verstellbar                                                                                    |                        |
| Felgengröße vorn                  | Speichenrad, 1,85 × 21″ | Speichenrad, 3,5 × 17″ | Speichenrad, 3,5 × 17″ | Speichenrad, 3,5 × 17″ |
| Felgengröße hinten                | Speichenrad, 2,5 oder 2,75 × 18″                                                                                              | Speichenrad, 4,5 × 17″ | Speichenrad, 4,5 × 17″ |                        |
| Bereifung vorn                    | 90/90-21 54R/54S TT | 120/60ZR 17 TT | 120/60ZR 17 TT |                        |
| Bereifung hinten                  | 120/80-18 62R/62S oder 140/80-18 70R TT                                                                                       | 160/60ZR 17 TT | 160/60ZR 17 TT |                        |
| Sitzhöhe                          | 930 mm (HR: 830 mm) | 900 mm (SM HR: 830 mm) | 900 mm |                        |
| Bremse vorn                       | Einscheibenbremse, Ø 282 mm mit Zweikolben-Schwimmsattel                                                                      | Einscheibenbremse, Ø 298 mm mit Zweikolben-Schwimmsattel                                                                                             | Einscheibenbremse, Ø 298 mm mit Zweikolben-Schwimmsattel |                        |
| Bremse hinten                     | Einscheibenbremse, Ø 245 mm mit Einkolben-Schwimmsattel                                                                       | Einscheibenbremse, Ø 245 mm mit Einkolben-Schwimmsattel                                                                                              | Einscheibenbremse, Ø 245 mm mit Einkolben-Schwimmsattel |                        |
| Trockengewicht                    | 169–172 kg | 172–187 kg (je nach Ausstattung) | 172–180 kg |                        |
| zul. Gesamtgewicht                | 360 kg | 360 kg | 360 kg |                        |
| Tankinhalt                        | ca. 12,5 l (Reserve: ca. 2,5 l)                                                                                               | ca. 12,5 l (Reserve: ca. 2,5 l) | ca. 12,5 l (Reserve: ca. 2,5 l) |                        |
| Beschleunigung                    | 0–100 km/h in 5,5 s | 0–100 km/h in 5,5 s | 0–100 km/h in 5,5 s |                        |
| Höchstgeschwindigkeit             | 160 km/h | 165 km/h | 165 km/h |                        |

## Rennsport
Enduro

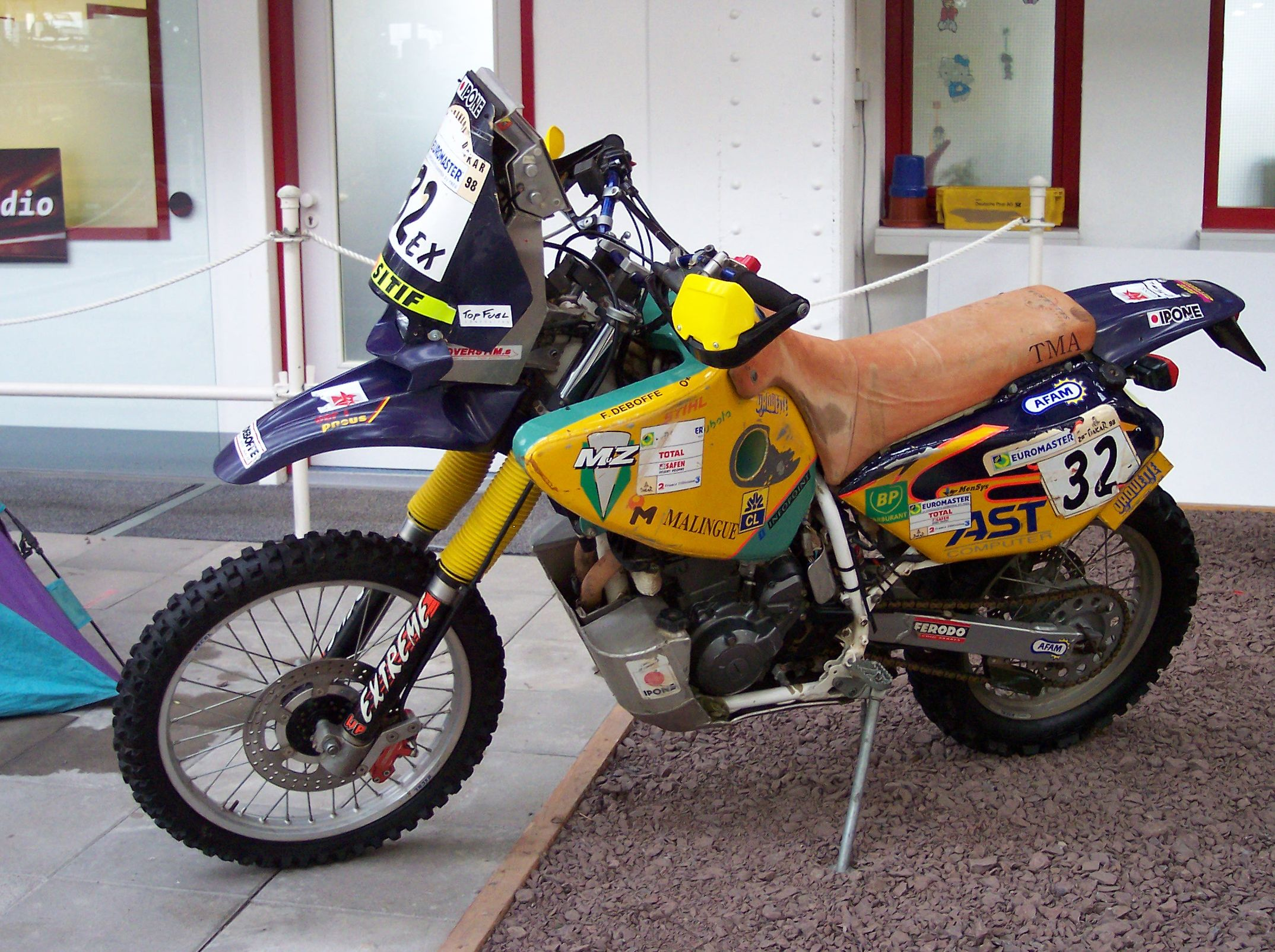
MZ 660 Baghira Rallye Dakar

MuZ-Versuchsfahrer Mike Heydenreich beteiligte sich 1996 mit dem Prototyp der Baghira am „Heimrennen“ Rund um Zschopau und im folgenden Jahr startete der Versuchsleiter Jörg Hübler mit dem Serienmodell, mit dem er den 2. Platz in seiner Klasse erreichte.
Rallye Paris Dakar
1998 startete MuZ auf Initiative des französischen Importeurs bei der Rallye Paris Dakar. Zwei von vier gestarteten Maschinen erreichten das Ziel und belegten die Plätze 36 und 53 der Motorradwertung. Es handelte sich hierbei lediglich um modifizierte Serienmotorräder (Motorschutz, größerer Tankinhalt usw.).
Hillclimbing
Bei der 1999 ausgetragenen Hillclimbing-Veranstaltung am Teufelsberg im österreichischen Rachau erreichte der deutsche Gunter Scheidhauer auf einer Baghira am Finaltag die größte Weite und errang damit den Sieg in der Spezial-Klasse.

## Kritiken
„Enduristen schätzten von Anfang an die superfein ansprechende Marzocchi-Gabel und das hochwertige White Power-Federbein sowie die ordentliche Gesamtqualität des Motorrads. Das skurrile, aber wenig beachtete Funbike Mastiff (1997 bis 2005) war hingegen seiner Zeit etwas voraus, floppte und bekam zudem starke Konkurrenz aus eigenem Haus in Form der Street Moto. Die enduresken Asphaltbrenner machen trotz des für heutige Verhältnisse etwas zähen und schlappen Motors (immerhin 50 PS) nach wie vor einen Heidenspaß und bieten sich als zuverlässige Secondhand-Schnäppchen geradezu an.“

„Der schwierige Spagat zwischen Geradeauslauf und Handlichkeit wurde nahezu perfekt gelöst. Die vielfach einstellbaren Dämpfungselemente lassen auch im Gelände keine Wünsche offen. Hier macht der Baghira nur etwas ihr Gewicht zu schaffen. Auf der Straße aber können die Kurven gar nicht eng genug sein und je schlechter der Belag ist, desto mehr kommen die Qualitäten des Fahrwerks zur Geltung. Durch die weit nach vorn gezogene Sitzposition erhält man ein hervorragendes Gefühl für die Maschine und ertappt sich dabei, in den Grenzbereich der Reifenhaftung vorzustoßen.“